# Endless Love - Rak hmod jai
Endless Love - Rak hmod jai (Endless Love รักหมดใจ) è una serie televisiva thailandese creata da GMMTV e diretta da Ekkasit Trakulkasemsuk, remake dell'omonima serie televisiva taiwanese del 2010. Va in onda su GMM 25 dall'11 agosto 2019.
La serie viene inoltre pubblicata in latecast su Line TV e YouTube.

## Personaggi e interpreti

### Principali
- Day, interpretato da Thanat Lowkhunsombat "Lee".
- Min, interpretata da Violette Wautier "Vee".

### Ricorrenti
- Namon, interpretata da Sarocha Burin "Gigie".
- Kongphon, interpretato da Sivakorn Lertchoochot "Guy".
- Q, interpretato da Nachat Juntapun "Nicky".
- Thip, interpretato da Santisuk Promsiri "Noom".
- Phairot, interpretato da Teerapong Leowrakwong "Bie".
- Fah, interpretata da Patheera Sarutipongpokim "Orn".

## Episodi
| Stagione       | Episodi | Prima TV |
| -------------- | ------- | -------- |
| Prima stagione | 15      | 2019     |